# منورا (حنوکیا)

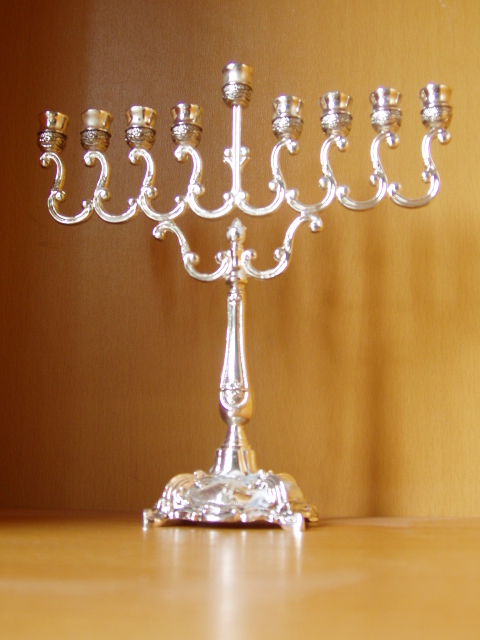
حنوکای نقره‌ای

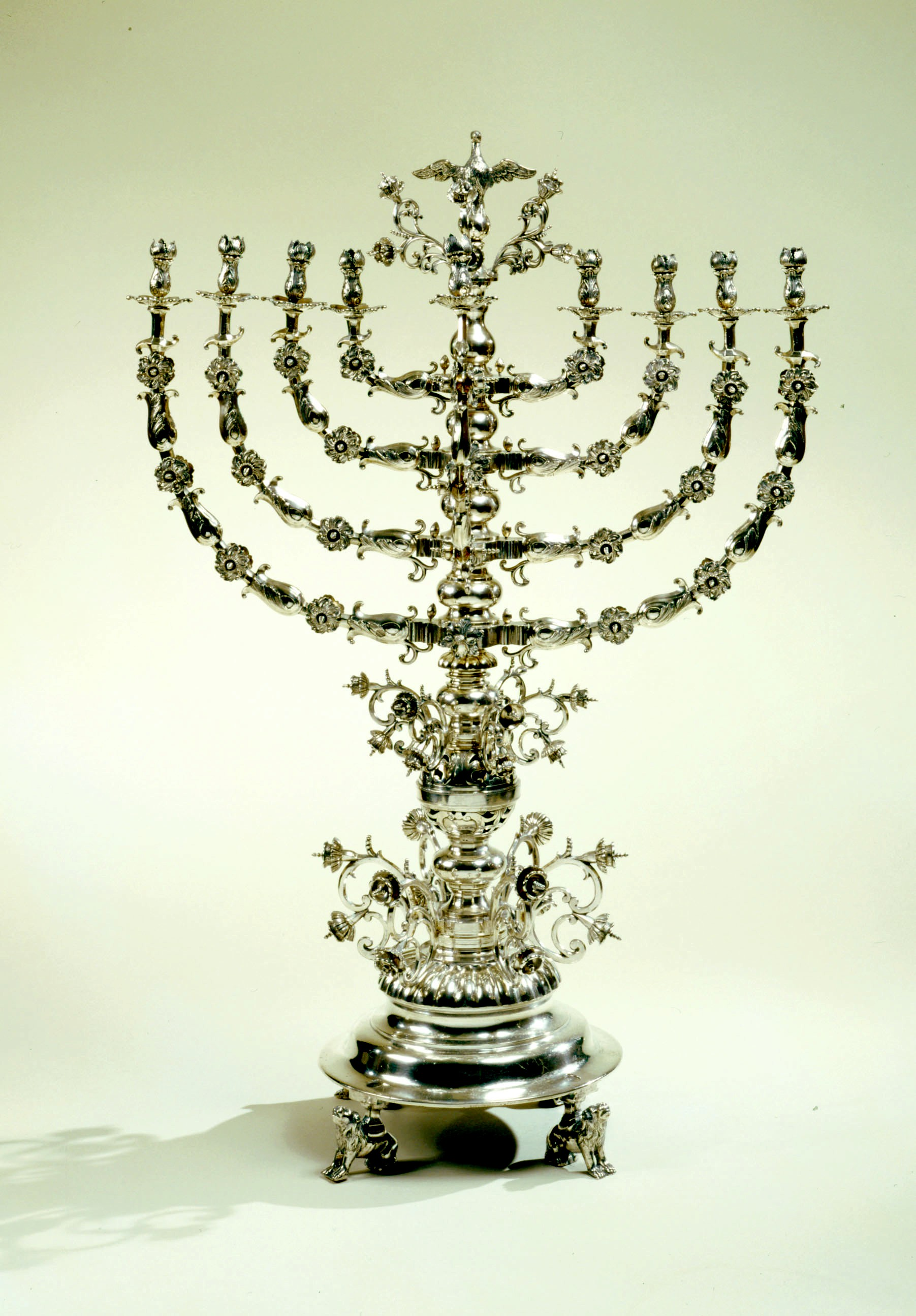
منورای دارای هشت شمعدان

منوره حنوکیا (به عبری: מנורת חנוכה) شمعدان ۹ شاخه و یکی از نمادهای جشن هانوکای یهودیان است که در هشت روز عید هانوکا و یکی پس از دیگری روشن می‌شود. این شمعدان در مقابل شمعدان هفت شاخه‌ای است که در معبد سلیمان روشن می‌شد. شاخه نهم شمش یا شاخه خدمتکار نام دارد و شمعی که در آن قرار می‌گیرد برای روشن کردن هشت شمع دیگر در هشت روز عید به کار می‌رود. منورا مهمترین سمبل قدیمی یهودیان است. منورای هشت شاخه نماد یهودیت است که معمولاً به همراه ستاره داوود به کار می‌رود.

## تاریخچه
عید هانوکا برقرار شدن مجدد معبد سلیمان را پس از شورش یهودیان علیه سلوکیان جشن می‌گیرد. یهودیان فقط به قدر کافی روغن زیتون داشتند تا منورا را یک روز روشن نگه دارند، ولیکن این مقدار برای هشت روز دوام آورد. برای جشن گرفتن این معجزه، منورای هانوکا هشت شاخه برای جشن گرفتن این هشت روز روشن بودن منورای اصلی دارد.

### روشن کردن
منوره هانوکا دارای یک شاخه اضافی علاوه بر هشت شاخه اصلی است که شمش نامیده می‌شود. شمش برای روشن کردن بقیه شمع‌ها به کار می‌رود. معمولاً شمع شمش بالاتر از بقیه شمع‌ها قرار می‌گیرد.

## نمایش عمومی

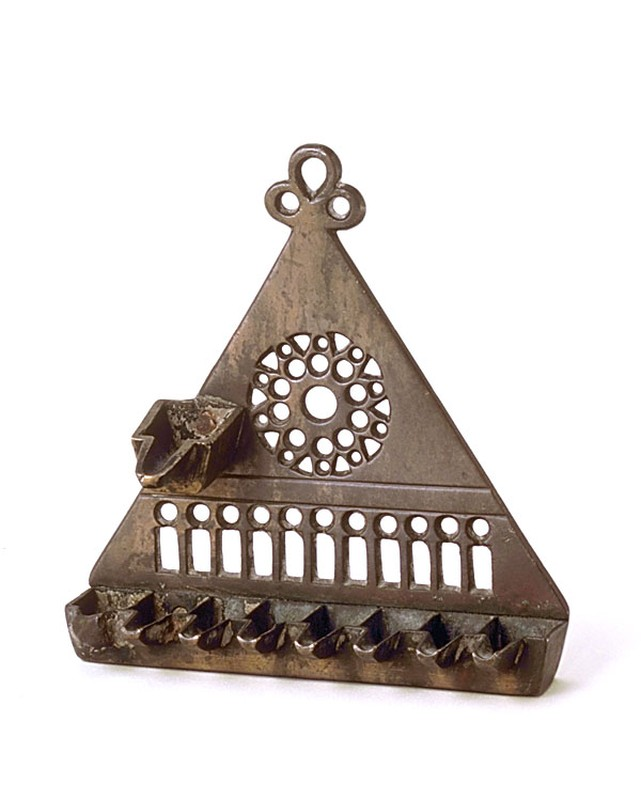
مرتبط

معمولاً در روزهای هانوکا منورا در به نمایش عمومی در می‌آید. جنبش چاباد لوباویچ معمولاً با این مراسم روشن کردن هانوکا ارتباط نزدیک دارد و اینکار را از زمان ربی معروف خود مناخیم مندل اشنیرسون انجام داده است.
از سال ۱۹۷۹ کاخ سفید هر ساله برنامه روشن کردن منورای هانوکا را انجام می‌دهد. اینکار اولین بار با حضور جیمی کارتر آغاز شد. در سال ۲۰۰۹ رئیس کارمندان کاخ سفید رام امانوئل و آرنولد شوارزنگر منورای کاخ سفید را روشن کردند. از سال ۱۹۹۳ و از زمان بیل کلینتون علاوه بر منورای کاخ سفید، منورای دیگری نیز در اتاق بیضی کاخ سفید روشن می‌شود. از سال ۲۰۰۱ و از زمان جورج بوش جشن هانوکا نیز در کاخ سفید برگزار می‌شود.
در کشور انگلستان نیز مجلس عوام هر ساله جشن روشن کردن منورا برپا می‌کند.
بزرگترین منورای جهان به ارتفاع ۶۲ فوت در کشور اندونزی است، در حالی که در این کشور جمعیت یهودی فقط ۲۰ نفر است. منورای بزرگ دیگری نیز در شهر نیویورک به ارتفاع ۳۲ فوت قرار دارد. این منورا که ۴۰۰۰ پوند وزن دارد توسط یک هنرمند اسرائیلی به نام یاکوف آگام طراحی شده‌است. به دلیل بلندی این منورا برای روشن کردن آن نیاز به جرثقیل وجود دارد.

### از نظر قانون
در ایالات متحده مسئله روشن کردن منورا و درخت کریسمس مسئله بحث برانگیزی است. به‌دلیل اینکه قانون ایالات متحده بحث جدا بودن کلیسا و حکومت را مطرح می‌کند.